# Beach City (Teksas)
Beach City – miasto w Stanach Zjednoczonych, w stanie Teksas, w hrabstwie Chambers, nad zatoką Galveston.